# 冗字
冗字（じょうじ）は無駄な文字、不必要な文字のこと。類語に衍字がある。
本記事では暗号学における冗字について解説する。

## 暗号
暗号学において冗字は一般にヌル（null）の訳語として用いられる。平文に存在しない、いわばダミーの文字・記号を指す。
なぞなぞ等で用いられる「たぬき」（文中の「た」の字を抜くと平文が得られる）であれば「た」が冗字である。ステガノグラフィーの一種である折句を暗号技術として解釈した場合、頭文字以外の文字は冗字である（Null cipherまたはカルダングリル参照）。
また、文頭や文末に定型文が来ることで傍受者に暗号解読のヒントを与えるのを避けるために、文の最初や最後に無意味な語句を付け加える場合、それらは冗字にあたる（パディング (暗号)または全世界は知らんと欲す参照）。
古典的な頻度分析に対抗する手段として、換字表にない文字を暗号文に冗字として混入することができる。